# Movimiento Demócrata Social
El Movimiento Demócrata Social (también conocido como MDS o Demócratas) es un partido político liberal-conservador de Bolivia fundado por el gobernador de Santa Cruz, Rubén Costas Aguilera.
Fue fundado en 2013 como oposición al gobierno de Evo Morales, conformándose como el principal partido opositor en Bolivia, participando en coalición Frente de Unidad Nacional en las elecciones generales de 2014. Ejerció el poder ejecutivo desde 12 de noviembre de 2019 hasta el 8 de noviembre de 2020 tras la crisis política surgida en dicho año.

## Historia
La mayoría de sus principales liderazgos provienen del proceso autonómico que inició en Bolivia en el año 2003. Demócratas inicia su constitución como una organización política en el año 2011, a través de la fusión de organizaciones Consenso Popular (CP), Verdad y Democracia Social (Verdes) de Santa Cruz, Primero el Beni y Libertad y Democracia Renovadora (LIDER) de Chuquisaca. 
El 15 de diciembre de 2013, 5000 representantes de los 9 departamentos de Bolivia, fueron convocados en Cochabamba para aprobar la fundación oficial de los Demócratas y la elección de su Comité Ejecutivo Nacional. Durante el congreso, el partido nombró a su principal impulsor, Rubén Costas, como candidato a la Presidencia de Bolivia.

### Elecciones generales de 2014
Las elecciones presidenciales en Bolivia fueron convocadas para el 12 de octubre de 2014. Ese año, Demócratas selló una alianza con el Frente de Unidad Nacional, liderado por Samuel Doria Medina, para la conformación de la Concertación Unidad Demócrata. La alianza tuvo como candidato a presidente a Samuel Doria Medina de Unidad Nacional y Ernesto Suárez, uno de los líderes del Movimiento Demócrata Social y exgobernador del departamento del Beni, como candidato a vicepresidente.
El 12 de octubre de 2014 se llevaron a cabo las elecciones, en las que el presidente Evo Morales fue reelecto con el 61 % de los votos, logrando además mayoría absoluta en el Parlamento. Unidad Demócrata logró consolidarse como la primera fuerza de oposición de Bolivia, con el 24,23% de los votos, contando con representantes en los 9 departamentos de Bolivia, 9 senadores, y 32 diputados. De ellos, el Movimiento Demócrata Social cuenta con 6 senadores, 19 diputados y 1 representante supraestatal, constituyéndose en la bancada de oposición más importante del país.[cita requerida]
El Movimiento Demócrata Social logró fundar sedes en diferentes departamentos y municipios del país, especialmente en Santa Cruz, seguido de Cochabamba, Tarija y Oruro. Beni, un departamento muy afiliado al MDS, no contó con el partido, sino más bien continuó con las siglas de "Unidad Demócrata" usadas en las elecciones de 2014, pero fueron denunciados por haber citado una encuesta y decirlo en público, y por ello, fueron sancionados dejándolos fuera de las elecciones a Ernesto Suárez y 227 candidatos de UD.
El Movimiento Demócrata Social después de las elecciones subnacionales logró ser la segunda fuerza política del país: la victoria de su fundador y Presidente Rubén Costas, volviendo a ser Gobernador del departamento de Santa Cruz, además de obtener mayoría en la Asamblea. José María Leyes consiguió la primera victoria del partido fuera del departamento de Santa Cruz, al obtener un 56 % de los votos en las elecciones a la alcaldía de Cochabamba y lograr la mayoría en el Concejo Municipal, con 6 de 11 concejales y además de lograr el segundo lugar en la Gobernación de Cochabamba.

### Elecciones generales de 2019

#### Alianza Bolivia Dice No

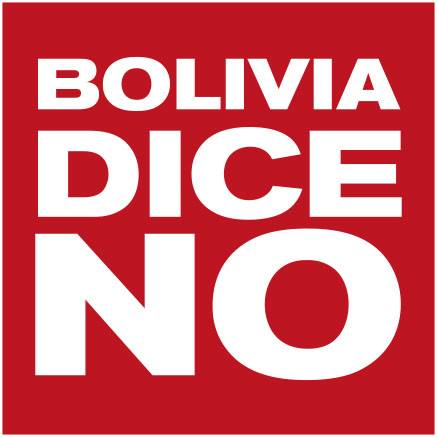
Logo de la alianza política Bolivia Dice No.

En noviembre de 2018 los partidos miembros de la alianza Unidad Demócrata: el Movimiento Demócrata Social (Demócratas) y Unidad Nacional (UN), formaron una alianza con las plataformas ciudadanas Bolivia Dice No, y presentaron la alianza política “Bolivia Dice No”, que compitió en las elecciones nacionales del 20 de octubre de 2019. El binomio presidencial estuvo conformado por el Senador Óscar Ortiz Antelo, como candidato a presidente y el senador potosino Edwin Rodríguez, como candidato a vicepresidente; posteriormente Rodríguez renunció a la candidatura y fue reemplazado por la diputada cochabambina Shirley Franco. El 23 de septiembre Samuel Doria Medina retiró el apoyo de UN a Óscar Ortiz y decidió apoyar el binomio de Carlos Mesa y Gustavo Pedraza de Comunidad Ciudadana.
La alianza BDN obtuvo 4 escaños de los 130 que componen la Asamblea Legislativa Plurinacional de Bolivia, con un total de 260.316 votos, el 4,24%.

### Elecciones generales de 2020

#### Alianza Juntos

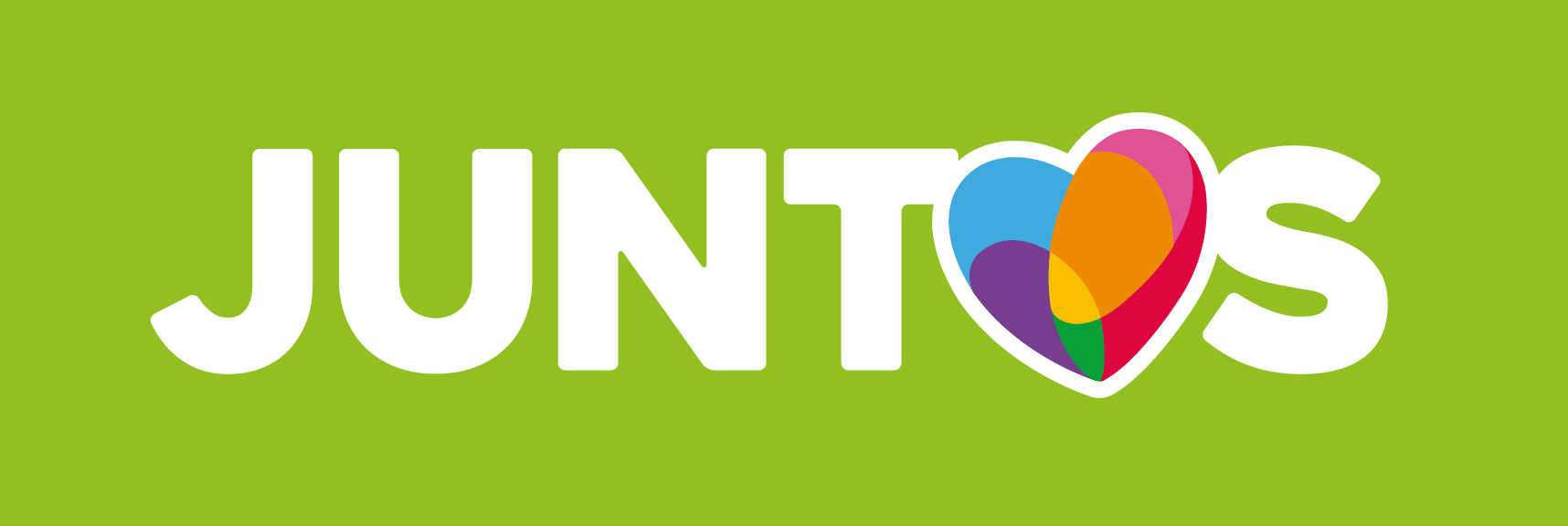
Logo de la alianza Juntos.

En enero de 2020, la presidente interina de Bolivia Jeanine Áñez, miembro de Demócratas y por ende de la alianza Unidad Demócrata “UD” (UN-Demócratas), decidió presentarse a las elecciones de mayo, respaldado por la UD, se conformó una alianza política con el partido Demócratas o MDS y con las agrupaciones ciudadanas Soberanía y Libertad (Sol.bo), Todos del departamento de Tarija y Unidos para Renovar (Unir) del departamento de Tarija; la alianza tomó el nombre de “Juntos”. Poco después Samuel Doria Medina líder del partido Unidad Nacional (UN), quien apoyó incondicionalmente a la presidente Áñez, fue presentado como candidato a la vicepresidencia por la alianza Juntos.
Tras descubrirse escándalos en el gobierno de Áñez, el descenso en las encuestas de intención de voto, de estar en segundo lugar a cuarto lugar, el alejamiento de la agrupación Unir, la posibilidad del retorno del MAS–IPSP al Gobierno; llevó a que Jeanine Áñez anunciará el alejamiento y renuncia de Juntos a la elecciones generales.
Varios de sus integrantes se unieron a Creemos de Luis Fernando Camacho.

## Autoridades gubernamentales

### Presidente de Bolivia
| Cargo      | Imagen | Nombre       | Motivo                  | Mandato | Mandato |
| Cargo      | Imagen | Nombre       | Motivo                  | Inicio  | Fin     |
| ---------- | ------ | ------------ | ----------------------- | ------- | ------- |
| Presidente |        | Jeanine Añez | Sucesión constitucional | 2019    | 2020    |

## Resultados electorales

### Presidenciales
|  | 24.52 % |

|  | 4.24 % |

|  | 26.81 % |

### Parlamentarias
|  | 24.52 % |

|  | 4.24 % |

|  | 26.81 % |

### Subnacionales
| Año  | Candidato       | Votos  | %                | Posición | Resultado | Notas |
| ---- | --------------- | ------ | ---------------- | -------- | --------- | --- |
| 2021 | Fernando Aponte | 24 149 | \| \| 12.05 % \| | (4°)     | No electo | Como parte de la alianza Todos Unidos por el Beni (TODOS) Ver lista - Movimiento Demócrata Social (MDS) - Movimiento Nacionalista Revolucionario (MNR) |
|      | 12.05 %         |        |                  |          |           | |

| Año  | Candidato           | Votos  | %               | Posición | Resultado | Notas                                                            |
| ---- | ------------------- | ------ | --------------- | -------- | --------- | ---------------------------------------------------------------- |
| 2021 | Moisés Torres Chivé | 12 906 | \| \| 4.75 % \| | (4°)     | No electo | Como parte de la alianza Unidos por el Nuevo Chuquisaca (UNIDOS) |
|      | 4.75 %              |        |                 |          |           |                                                                  |

|  | 23.03 % |

|  | 1.46 % |

| Año  | Candidato     | Votos   | %                | Posición | Resultado | Notas |
| ---- | ------------- | ------- | ---------------- | -------- | --------- | --- |
| 2021 | Rafael Quispe | 349 384 | \| \| 22.44 % \| | (3°)     | No electo | Como parte de la alianza Por el Bien Comun - Somos Pueblo (PBCSP) Ver lista - Nueva Opción Social (NOS) - Movimiento Demócrata Social (MDS) |
|      | 22.44 %       |         |                  |          |           | |

|  | 7.62 % |

|  | 15.59 % |

| Año  | Candidato           | Votos | %                | Posición | Resultado | Notas |
| ---- | ------------------- | ----- | ---------------- | -------- | --------- | --- |
| 2021 | Carmen Eva Gonzales | 7 038 | \| \| 13.05 % \| | (3°)     | No electo | Como parte de la alianza Comunidad Integración Democrática (CID) Ver lista - Creemos - Comunidad Ciudadana - Frente Revolucionario de Izquierda (FRI) - Unidad Nacional (UN) - Movimiento Demócrata Social - Columna de Integración |
|      | 13.05 %             |       |                  |          |           | |

| Año  | Candidato     | Votos | %               | Posición | Resultado | Notas |
| ---- | ------------- | ----- | --------------- | -------- | --------- | ----- |
| 2021 | Walter Gálvan | 8 396 | \| \| 2.64 % \| | (6°)     | No electo |       |
|      | 2.64 %        |       |                 |          |           |       |

| Año  | Candidato                 | Votos   | %                | Posición | Resultado | Notas |
| ---- | ------------------------- | ------- | ---------------- | -------- | --------- | ----- |
| 2015 | Rubén Costas (reelección) | 724 861 | \| \| 59.44 % \| | (1°)     | Sí electo |       |
|      | 59.44 %                   |         |                  |          |           |       |

| Año  | Candidato  | Votos | %               | Posición | Resultado | Notas |
| ---- | ---------- | ----- | --------------- | -------- | --------- | ----- |
| 2015 | Luisa Díaz | 1 568 | \| \| 0.58 % \| | (7°)     | No electo |       |
|      | 0.58 %     |       |                 |          |           |       |